# Silene bucharica
Silene bucharica är en nejlikväxtart som beskrevs av Popow. Silene bucharica ingår i släktet glimmar, och familjen nejlikväxter. Inga underarter finns listade i Catalogue of Life.